# Belén Cuesta
Belén Cuesta Llamas (Siviglia, 24 gennaio 1984) è un'attrice spagnola, vincitrice del premio Goya alla migliore attrice protagonista 2020.

## Biografia
Nata a Siviglia il 24 gennaio 1984, Llamas si trasferì a Malaga e trascorse l'infanzia e l'adolescenza a Fuengirola, dove studiò alla Escuela Superior de Arte Dramático. Llamas è nota al grande pubblico per la sua partecipazione a film e serie televisive molto popolari come ad esempio Otto cognomi catalani (2015), Paquita Salas (2016-2019), La llamada (2017) e La casa di carta (2019-2021). Nel 2012 ha iniziato una relazione con Tamar Novas, conosciuto sul set della serie televisiva Cuore Ribelle (Bandolera).

## Filmografia parziale

### Cinema
- Hierro, regia di Gabe Ibáñez (2009)
- Perro flaco, regia di Ernesto Martín (2011)
- La montaña rusa, regia di Emilio Martínez Lázaro (2011)
- Otto cognomi catalani (Ocho apellidos catalanes), regia di Emilio Martínez Lázaro (2015)
- Tenemos que hablar, regia di David Serrano (2016)
- El pregón, regia di Dani de la Orden (2016)
- Kiki & i segreti del sesso (Kiki, el amor se hace), regia di Paco León (2016)
- Villaviciosa de al lado, regia di Nacho G. Velilla (2016)
- Proyecto tiempo, regia di Isabel Coixet (2017)
- La llamada, regia di Javier Ambrossi e Javier Calvo (2017)
- L'avvertimento (El aviso), regia di Daniel Calparsoro (2018)
- Nonostante tutto (A pesar de todo), regia di Gabriela Tagliavini (2019)
- Litus, regia di Dani de la Orden (2019)
- Parking, regia di Tudor Giurgiu (2019)
- La trincea infinita (La trinchera infinita), regia di Aitor Arregi, Jon Garaño, Jose Mari Goenaga (2019)
- Ventajas de viajar en tren, regia di Aritz Moreno (2019)
- Hasta que la boda nos separe, regia di Dani de la Orden (2020)
- Parking (2020)
- Sentimental, regia di Cesc Gay (2020)
- La maledizione del cuculo, regia di Mar Targarona (2023)

### Televisione
- Cazadores de hombres - serie TV, 2 episodi (2008)
- ¿Qué fue de Jorge Sanz? - serie TV, 1 episodio (2010)
- Palomitas - serie TV, 9 episodi (2011)
- Ángel o demonio - serie TV, 1 episodio (2011)
- Operación Malaya - film TV (2012)
- Bandolera - serie TV, 15 episodi (2012)
- El tiempo entre costuras - serie TV, 1 episodio (2013)
- Aquí Paz y después Gloria - serie TV, 8 episodi (2015)
- Vis a vis - Il prezzo del riscatto (Vis a vis) – serie TV, 1 episodio (2015)
- Buscando el norte - serie TV, 8 episodi (2016)
- Paquita Salas – serie TV (2016-in corso)
- Ella es tu padre - serie TV, 13 episodi (2017-2018)
- BByC: Bodas, bautizos y comuniones - serie TV, episodio pilota (2018)
- Mira lo que has hecho - serie TV, 4 episodi (2019)
- La casa di carta (La casa de papel) – serie TV (2020-2021)

### Programmi TV
- En el aire - collaboratrice (2014)
- Pasapalabra - invitata (2015-2019)
- El hormiguero 3.0 - invitata (2016)
- Late motiv - invitata (2016)
- Operación Triunfo 2017 - invitata (2018)
- La resistencia - invitata (2018)
- Late motiv - invitata (2020)

### Webserie
- Serienómanos - su YouTube, 5 episodi (2012)

### Cortometraggi
- Diálogo existencial del pelotari y sus demonios, Borvoleta P.C (2006)
- L.A., Borvoleta P.C. (2006)
- Camas, di Manuela Moreno (2009)
- Palomas de ciudad, regia di Stefano Ridolfi (2009)
- Intruders, regia di Juan Carlos Fresnadillo (2010)
- No sé qué hacer contigo, regia di Miguel Campión (2011)

### Teatro
- Ifigenia en Táuride, regia di Ignacio Ortiz (2004-2005)
- Malditas sean por siempre Coronada y sus hijas, regia di Pablo Mesa (2006)
- Enrico V. (2006)
- Una mujer sin importancia, di Oscar Wilde, diretta da Hermanas Rico (2007)
- Me muero, me muero, regia di Hermanas Rico (2007)
- Acóplate, con la compagnia "Los quiero teatro tonto", regia di Hermanas Rico (2008)
- Sonias, regia di Hermanas Rico (2008)
- Las fichas, regia di Secun de la Rosa (2009)
- Labios, di Carlos Rico, regia di Alejandra Nogales (2010)
- El imaginario de Cervantes, regia di Sonia Sebastián (2011)
- Presencias, regia di Benja de la Rosa (2012)
- La llamada, scritta e diretta da Javier Calvo e Javier Ambrossi (2013-2016)
- Los tragos de la vida, regia di Daniel Guzmán (2016)
- Universos Paralelos, regia di David Serrano de la Peña (2017)
- Metamorfosis, diretta e adattata da David Serrano de la Peña (2019)

### Microteatro
- Papá se ha ido, Di Elvira Lindo. Diretta da Sonia Sebastián (2011)
- Lo que da miedo es la muerte, Di Olga Iglesias (2011)
- Soy actriz, Di Olga Iglesias (2011)
- Te acuerdas, Di Secun de la Rosa (2011)
- ¿Quién es Teodoro?, Di Verónica Larios (2012)

## Doppiaggio
- Cigüeñas - Tulip (voz) (2016)
- La Lego Ninjago - Nya (voz) (2017)
- Klaus - Profesora/Vendedora de pescado (voz) (2019)

## Riconoscimenti
- Premio Goya
  - 2020 – Miglior attrice protagonista per La trincea infinita[1]
- Premio Fotogramas de Plata
  - 2020 - Miglior attrice di cinema per La trincea infinita
- Premio ABYCINE
  - 2018 - Premio Trayectoria Joven - Mercedes-Benz Automóviles Villar per La llamada
- Premio Feroz
  - 2017 – Miglior attrice in una serie televisiva per Paquita Salas
  - 2020 – Miglior attrice protagonista per La trincea infinita

## Doppiatrici italiane
Nelle versioni in italiano delle opere in cui ha recitato, Belén Cuesta è stata doppiata da:
- Ilaria Stagni in Kiki & i segreti del sesso
- Gemma Donati in La casa di carta
- Monica Vulcano in Nonostante tutto
- Valentina Pollani in La trincea infinita
- Elena Perino in L'avvertimento